# Кальдерон Гуардия, Рафаэль Анхель
Рафаэль Анхель Кальдерон Гуардия (исп. Rafael Ángel Calderón Guardia; 10 марта 1900, Сан-Хосе, Коста-Рика — 9 июня 1970, там же) — был коста-риканским врачом и политиком, занимавшим пост президента с 1940 по 1944 год.

## Биография
По профессии врач. В молодости учился в Коста-Рике и Бельгии (Лувенский и Брюссельский университеты), где встретил Ивонн Клейс Сполдерс (1906—1994), на которой женился 28 июля 1927 г. Супруга Кальдерона активно помогала в государственных делах, в 1940 году была переводчиком на встрече Кальдерона и президента США Франклина Рузвельта, а впоследствии стала дипломатом.
В 1935—1937 был вице-председателем, а в 1938—1939 — председателем конгресса Коста-Рики. Возглавлял либеральную Национально-республиканскую партию, дрейфовавшую к идеям христианской демократии и христианского социализма.
Во время своего пребывания на посту президента в рамках «новой социальной политики» провел целый ряд прогрессивных мер: ввел систему социального страхования (1941), Кодекс законов о труде (1943). К заслугам Кальдерона также можно отнести обновление конституции страны, в неё были включены статьи о социальных гарантиях, о возможности создания профсоюзов, проведения забастовок, о минимальной зарплате, о допуске безграмотных к голосованию и др. Способствовал воссозданию Университета Коста-Рики (1940), был деканом его медицинского факультета. Объявил войну государствам «Оси».
В 1948 г. выдвигал свою кандидатуру на второй срок, однако выборы проиграл. В 1949 г. был арестован, в 1951 г. бежал в Мексику. При помощи диктатора Никарагуа Сомосы в 1955 г. попытался организовать военное вторжение в Коста-Рику. Вернулся на родину в 1958 г. после того, как возглавляемая им Национальная республиканская партия получила на выборах значительное количество голосов.
В 1966 г. был назначен послом Коста-Рики в Мексике.

## Семья
Сын Кальдерона Рафаэль Анхель был президентом Коста-Рики в 1990—1994 годах.
Старшая дочь Алехандра стала левой активисткой, погибла в ДТП в 1979 году. Младшая Мария дель Росарио — педагог и автор книг.